# 絶対的晴天青空
「絶対的晴天青空」（ぜったいてきせいてんあおぞら）は、aki a.k.a 出口陽の2ndシングル。2016年11月16日にクロコダイルレコードから発売、ユニバーサルミュージックより販売された。
テレビアニメ『美少女遊戯ユニット クレーンゲールGalaxy』エンディングテーマ。

## 概要
出口陽のソロデビュー後2枚目のシングルであり、aki名義でのシングルとしては初となる。
通常盤であるaki盤(POCS-1509)、アニメ盤であるクレーンゲール盤(POCS-1510)・ダークチェリー盤(POCS-1511)の3形態で発売。クレーンゲール盤・ダークチェリー盤のジャケットはアニメのキャラクターデザインを担当した冬梨。によるオリジナルジャケットである。

## タイアップ
表題曲はテレビアニメ『美少女遊戯ユニット クレーンゲールGalaxy』エンディングテーマであり、カップリング曲も同アニメのテーマ曲となっている。
クレーンゲール盤の「Galaxy Party 〜宇宙の真ん中でパーティーしよう！」はオープニングテーマであり、宇宙防衛隊名義の曲である。ダークチェリー盤の「Don't call me a loser」は挿入歌であり、ダークチェリー名義の曲となっている。両曲ともakiが歌っているバージョンも収録されており、CD発売日である11月16日に放送された第7話ではそれぞれ使用された。
また、表題曲は、香川ファイブアローズの2016年 - 2017年の公式応援歌、読売テレビ「すもももももも！ピーチCAFÉ」10月度エンディングテーマ、読売テレビ「音力 - ONCHIKA」10月度エンディングテーマ、中京テレビ「PS純金」11月度エンディングテーマ、中京テレビ「キャッチ!」天気予報コーナーソングとしても使用された。

## 収録曲
| #         | タイトル                  | 作詞       | 作曲・編曲   | 時間 |
| --------- | ------------------------- | ---------- | ------------ | ---- |
| 1.        | 「絶対的晴天青空」        | UNO Blaqlo | ジョーイ目黒 | 4:33 |
| 2.        | 「絶対的晴天青空 (inst)」 |            | ジョーイ目黒 | 4:36 |
| 合計時間: | 合計時間:                 | 合計時間:  | 合計時間:    | 9:09 |

| #         | タイトル                                                       | 作詞         | 作曲・編曲   | 時間  |
| --------- | -------------------------------------------------------------- | ------------ | ------------ | ----- |
| 1.        | 「絶対的晴天青空」                                             | UNO Blaqlo   | ジョーイ目黒 | 4:33  |
| 2.        | 「Galaxy Party 〜宇宙の真ん中でパーティーしよう！ (aki Ver.)」 | 細井タカフミ | 矢鴇つかさ   | 4:35  |
| 3.        | 「Galaxy Party 〜宇宙の真ん中でパーティーしよう！」            | 細井タカフミ | 矢鴇つかさ   | 4:37  |
| 4.        | 「絶対的晴天青空 (inst)」                                      |              | ジョーイ目黒 | 4:36  |
| 5.        | 「Galaxy Party 〜宇宙の真ん中でパーティーしよう！ (inst)」     |              | 矢鴇つかさ   | 4:34  |
| 合計時間: | 合計時間:                                                      | 合計時間:    | 合計時間:    | 22:55 |

| #         | タイトル                             | 作詞         | 作曲         | 編曲         | 時間  |
| --------- | ------------------------------------ | ------------ | ------------ | ------------ | ----- |
| 1.        | 「絶対的晴天青空」                   | UNO Blaqlo   | ジョーイ目黒 | ジョーイ目黒 | 4:33  |
| 2.        | 「Don't call me a loser (aki Ver.)」 | 細井タカフミ | 奏多雅       | 細井タカフミ | 4:25  |
| 3.        | 「Don't call me a loser」            | 細井タカフミ | 奏多雅       | 細井タカフミ | 4:26  |
| 4.        | 「絶対的晴天青空 (inst)」            |              | ジョーイ目黒 | ジョーイ目黒 | 4:36  |
| 5.        | 「Don't call me a loser (inst)」     |              | 奏多雅       | 細井タカフミ | 4:25  |
| 合計時間: | 合計時間:                            | 合計時間:    | 合計時間:    | 合計時間:    | 22:25 |